# Premio di pittura Golfo della Spezia

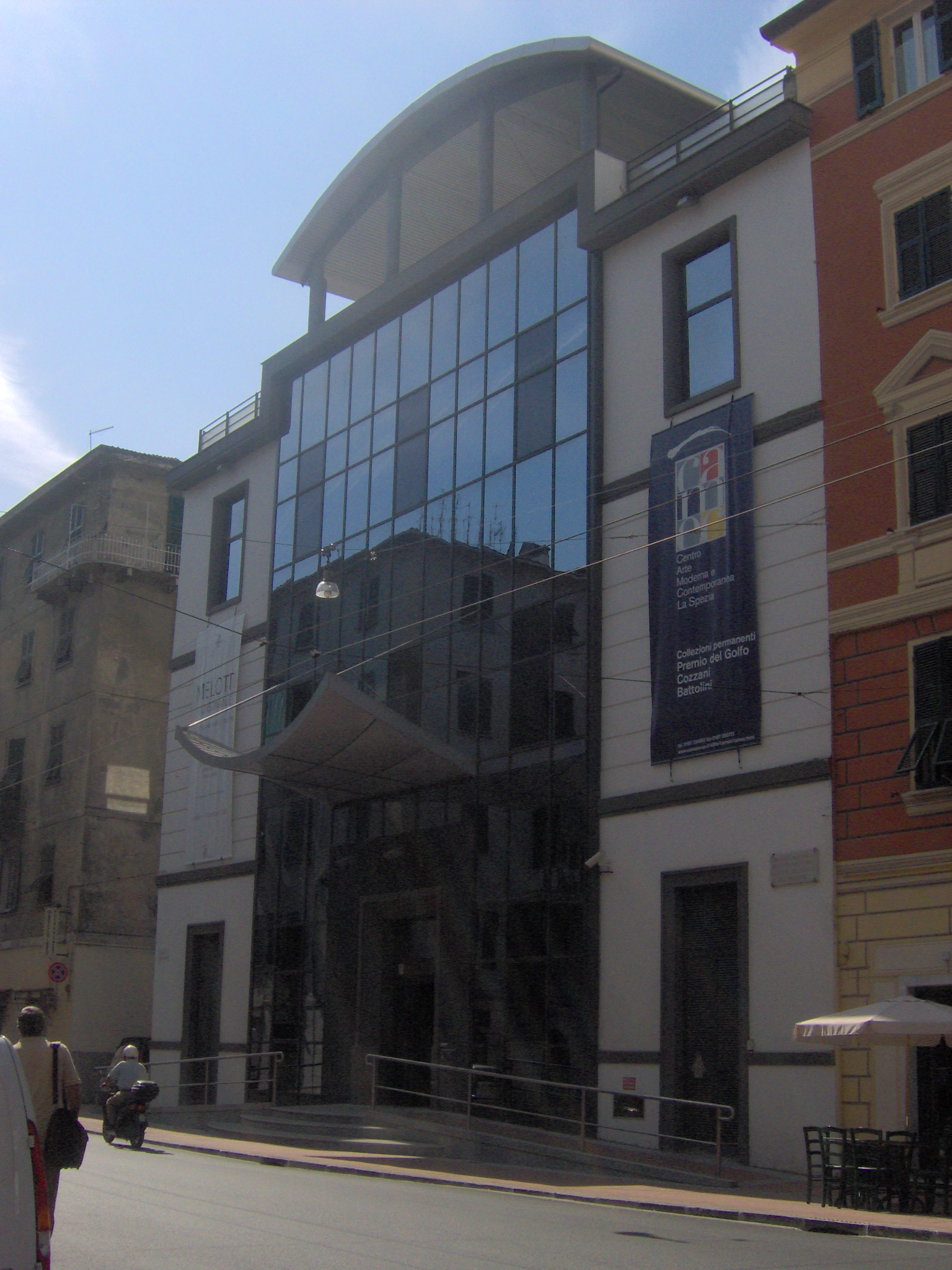
Il Centro d'Arte Moderna e Contemporanea (CAMeC)

Il Premio di pittura Golfo della Spezia è un concorso artistico che si tiene nella città della Spezia.
Il premio è stato fondato nel 1933 dal poeta futurista Marinetti, insieme a Righetti, Prampolini e Fillia, con la denominazione di Premio di Pittura del Golfo. Vincitore del concorso risultò Gerardo Dottori con il trittico Golfo della Spezia (i due pannelli laterali dell'opera sono andati perduta durante i bombardamenti del 1943).
Dopo un periodo d'interruzione, nel 1949 la manifestazione ha ripreso nuova vita assumendo l'attuale denominazione di Premio di pittura del Golfo della Spezia
Naturalmente i primi artisti a prendervi parte furono appunto molti futuristi che presentarono lavori di aeropittura , che consentivano una logica sintesi tra il concetto di modernità connesso al volo meccanico e la celebrazione del Golfo particolarmente caro al loro movimento:
U.Bonetti, Aerovolo su Lerici; G.Caselli, Aerovisioni del Golfo; M.Rosso, Il volo sulla città. 
Nel tempo sono susseguite altre edizioni dell'evento, con altri protagonisti e altre poetiche.
Ogni edizione ha comunque lasciato alla città un insieme di opere che nel tempo hanno costituito una consistente raccolta dell'arte del XX secolo oggi ospitata nel Centro d'Arte Moderna e Contemporanea della Spezia.